# Parker Solar Probe
Solar Probe Plus (інші назви — Solar Probe; Solar Probe Plus; Solar Probe+) — місія НАСА з вивчення зовнішньої корони Сонця. Передбачається, що максимальне наближення апарата до сонячної «поверхні» (фотосфери) становитиме 8,86 радіуса Сонця (6,2 млн км).
5 листопада 2018 року зонд Parker Solar Probe пролетів на відстані 24 млн км від світила, рухаючись зі швидкістю 343 112 км/год. Зонд зібрав наукові дані і встановив рекорди серед штучних об'єктів: зі швидкості руху та наближення до Сонця.

## Історія створення
Проєкт був анонсований у 2009 фінансовому році НАСА. Спроєктувала і побудувала зонд Лабораторія прикладної фізики Університету Джонса Гопкінса. Початково запуск апарата було заплановано на 2015 рік, проте його перенесли на 2018-й. Це перший апарат, названий ім'ям живої людини, дослідника Сонця Юджина Паркера.
Концепт апарата Parker Solar Probe походить від попередника, проєкту Solar Orbiter, який розроблявся у 1990-х. Проєкт Solar Orbiter мав схожі цілі та дизайн і був ключовим проєктом програми НАСА Outer Planet/Solar Probe (OPSP). Перші три місії, які планувались — Solar Orbiter, Pluto Kuiper Express для дослідження Плутона і поясу Койпера і Europa Orbiter — астробіологічна місія для дослідження супутника Юпітера — Європи. Після призначення директором НАСА Шона О'Кіфа цю програму було закрито. Шон О'Кіф зазначив, що потрібно реструктуризувати проєкти НАСА та зосередитись на «дослідженнях, розробках, а також усуненні недоліків управління».
Закриття програми також спершу призвело до закриття проєкту New Horizons — місії, яка замінила Pluto Kuiper Express. Ця місія була відновлена та стала першою за програмою New Frontiers, запуск її було здійснено 2006 року. На початку 2010-х з'явилася пропозиція відновити розробку місії Solar Probe вже з назвою Solar Probe Plus. У травні 2017 космічний апарат було перейменовано на Parker Solar Probe на честь астрофізика Юджина Паркера.

## Огляд місії
Parker Solar Probe має стати першим космічним апаратом, який підлетить до низької сонячної корони. Апарат визначить структуру й динаміку магнітного поля сонячної корони, спробує з'ясувати, як нагрівається й прискорюється плазма в сонячній короні, та визначить, які процеси прискорюють енергетичні частинки. Parker Solar Probe здійснить гравітаційний маневр довкола Венери для прискорення і поступового зменшення перигелійної відстані, щоб здійснити кілька прольотів повз Сонце на відстані 6 млн км.
Системи космічного апарата спроєктовано з вимогою витримувати потужні опромінення й нагрів біля Сонця. Системи мають витримати нагрів у 520 разів більший, ніж на орбіті Землі. Апарат захищений тепловим щитом завтовшки 11,4 см, виготовленим із посиленого вуглецевого композитного матеріалу, спроєктованого, щоб витримати зовнішню температуру близько 1377 °C.
Тепловий щит має гексагональну форму й розміщений на апараті з боку Сонця. Системи й наукові інструменти розміщені в центральній частині апарата, у якій випромінення Сонця повністю блокується щитом. Головна система живлення складається з двох сонячних панелей. Головні сонячні панелі використовуватимуться ззовні орбіти апарата, на відстані 0,25 а. о. й ховаються в тінь теплового щита під час наближення до Сонця. Допоміжні сонячні панелі менші за головні, в них застосовано рідинне охолодження для утримання робочих температур.
Траєкторія

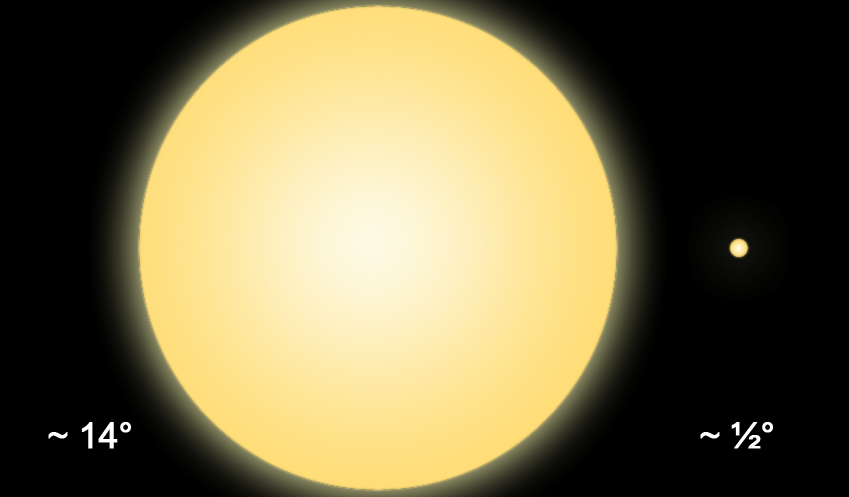
Порівняння, яким ми бачимо Сонце з Землі і яким його побачить Parker Solar Probe.

Траєкторія космічного апарата передбачає сім прольотів поблизу Венери впродовж семи років. Щоб поступово скоротити еліптичну орбіту довкола Сонця, апарат здійснить 24 орбітальних прольоти. Упродовж цих семи років апарат здійснюватиме наукові дослідження, зосередившись на періодах, коли він найближчий до Сонця. Ймовірно, що поблизу Сонця на апарат діятимуть як ефект зарядки, так і радіаційні пошкодження елементів апарата й електроніки, переривання зв'язку, тому орбіта буде дуже витягнута, з короткими часом перебування поблизу Сонця.
Траєкторія польоту вимагає від ракети значної потужності, тому апарат був запущений ракетою Delta IV Heavy з верхнім ступенем, що має в основі твердопаливний рушій STAR-48B. Гравітаційні маневри забезпечать подальше зростання швидкості для досягнення геліоцентричної орбіти. Коли зонд пролетить повз Сонце, він досягне швидкості 200 км/с, що зробить його найшвидшим апаратом, який зробило людство. Попередній рекорд швидкості космічного апарата досягнутий апаратом Helios, втричі менший за плановану швидкість Parker Solar Probe. Як і будь-який космічний апарат, завдяки гравітації він збільшуватиме швидкість наближаючись до перигелію, й уповільнюватиметься в афелії.

Графік швидкості й відстані від Сонця зонда від запуску до 2026 року. Позначення: ①{color

## Наукові завдання
- Визначення структури й динаміки магнітних полів джерел сонячного вітру;
- Визначення рівня енергії, що випромінюється короною Сонця, і прискорення сонячного вітру;
- Визначення того, які механізми прискорюють і переносять енергетичні частки;
- Вивчення часток плазми поблизу Сонця та їх вплив на сонячний вітер і утворення енергетичних часток.

Інструменти
Для досягнення поставлених завдань, апарат має п'ять інструментів:
- Дослідження електромагнітних полів (FIELDS) — інструмент здійснюватиме виміри електричного й магнітного полів, радіохвиль, густину потоку енергії електромагнітного поля, абсолютну густину плазми та електронну температуру. Основним інструментом є магнітометр з магнітним полем. Головний керівник цього дослідження — Стюарт Бейл, Університет Каліфорнії (Берклі).
- Інтегроване наукове вивчення Сонця (IS☉IS) — це дослідження, що вивчатиме енергетичні електрони, протони і важкі йони. Інструмент складається з двох незалежних частин, EPI-Hi і EPI-Lo. Головний керівник — Девід Маккомас, Принстонський університет.
- Ширококутна камера для сонячного зонда (WISPR) — камера, призначена для фотографування корони Сонця й зовнішньої геліосфери. Головний керівник — Рассел Говард, Дослідницька лабораторія Військово-морського флоту США.
- Інструмент для вимірювання кількості електронів, протонів і гелієвих йонів, дослідження їх характеристик — швидкості, густини, температури. Головні прилади — два електростатичні аналізатори й циліндр Фарадея. Головний керівник — Джастін Каспер, Мічиганський університет і Смітсонівська астрофізична обсерваторія.
- Дослідження походження геліосфери зондом (HeliOSPP) — дослідження теорії і моделювання походження геліосфери Сонця. Головний керівник — Марко Веллі.

## Хронологія місії
Перигелій — найближча до Сонця точка орбіти апарата.
| Рік  | Події                   | Події                                      | Події                   | Події                                    | Події                                     | Події                                             |
| ---- | ----------------------- | ------------------------------------------ | ----------------------- | ---------------------------------------- | ----------------------------------------- | ------------------------------------------------- |
| 2018 |                         |                                            |                         | 12 серпня Запуск                         | 28 вересня Перший обліт Венери (150 днів) | 1 листопада Перигелій #1                          |
| 2019 |                         | 31 березня Перигелій #2                    |                         | 28 серпня Перигелій #3                   |                                           | 21 грудня другий обліт Венери (130 днів)          |
| 2020 | 24 січня Перигелій #4   |                                            | 2 червня Перигелій #5   | 6 липня третій обліт Венери (112.5 днів) | 22 вересня Перигелій #6                   |                                                   |
| 2021 | 13 січня Перигелій #7   | 16 лютого четвертий обліт Венери (102 дні) | 24 квітня Перигелій #8  | 5 серпня Перигелій #9                    | 11 жовтня п'ятий обліт Венери (96 днів)   | 16 листопада Перигелій #10                        |
| 2022 | 21 лютого Перигелій #11 |                                            | 28 травня Перигелій #12 |                                          | 1 вересня Перигелій #13                   | 6 грудня Перигелій #14                            |
| 2023 |                         | 13 березня Перигелій #15                   | 17 червня Перигелій #16 | 16 серпня шостий обліт Венери (92 дні)   | 23 вересня Перигелій #17                  | 24 грудня Перигелій #18                           |
| 2024 |                         | 25 березня Перигелій #19                   | 25 червня Перигелій #20 | 25 вересня Перигелій #21                 | 2 листопада сьомий обліт Венери (88 днів) | 19 грудня Перигелій #22 Перше наближення до Сонця |
| 2025 |                         | 18 березня Перигелій #23                   | 14 червня Перигелій #24 |                                          | вересень Перигелій #25                    | грудень Перигелій #26                             |

### 2018
12 серпня відбувся запуск зонду NASA Parker Solar Probe.
31 жовтня почалося перше зближення зонду з Сонцем. 5 листопада того ж року апарат пройшов перигелій, рухаючись зі швидкістю 94 км/с. Це дозволило зонду перевищити рекорд зі швидкості руху, який до того належав «Юноні», швидкість якої досягала 73nbsp;км/с. Підійшовши на відстань 24 млн км до зорі, Parker покращив рекорд апарата Helios-B, який 1976 року підлітав до Сонця на 43,5 млн км.
Під час зближення й проходження перигелію зонд виконував наукову програму в автономному режимі, а 7 листопада передав, що всі наукові інструменти і системи працюють нормально. Фаза першого зближення закінчиться 11 листопада 2018 й очікується, що за кілька тижнів зонд почне передавати дані на Землю.

### 2021
У листопаді зонд пролетів на відстані понад 8,5 млн км (5,3 млн миль) від Сонця, що дозволило йому виявити тонку структуру сонячного вітру, який викидає тонни заряджених частинок в Сонячну систему через отвір у короні Сонця, або атмосфері. Тобто саме коли Parker Solar Probe наблизився до Сонця, одна з цих корональних дір була випадково розташована так, що зонд міг зібрати найближчі спостереження однієї з цих областей, отримані досі. Отримані дані показали, що корональна діра трохи схожа на душову лійку. Приблизно рівномірно розташовані струмені виходять з місць, де лінії магнітного поля «воронкою» входять у поверхню Сонця та виходять з неї. Дослідники також виявили, що Parker зафіксував частинки, що рухаються на неймовірно високих швидкостях, у 10-100 разів перевищуючи середню швидкість сонячного вітру. За їхніми словами, це більше узгоджується з повторним з’єднанням обміну, ніж з прискоренням хвилі Альфвена, і узгоджується з іншими останніми відкриттями, заснованими на даних Parker Solar Probe.

### 2022
У вересні зонд вперше за всю історію космічних спостережень зняв на камеру потужний корональний викид маси Сонця. Зонд пройшов прямо через виверження і витримав натиск. Вчені з Лабораторії прикладної фізики Джона Гопкінса оприлюднили ролик з демонстрацією цієї події. У NASA вважають, що викид, який зафіксував Parker, був одним із найпотужніших в історії спостережень. Швидкість частинок, що вилетіли з атмосфери Сонця, сягала 1350 км/год.

### 2023
22 червня зонд в 16 раз зблизився з Сонцем на гранично близьку відстань — менше ніж 9,6 млн км. На такій висоті температура сонячної корони сягає мільйона градусів за Цельсієм. Тепловий екран зонда товщиною 11,4 см дозволяє науковим приладам апарата працювати за комфортної температури близько 30 °C і збирати унікальні дані, які інакше ніяк не отримати.
21 серпня зонд здійснив черговий обліт планети Венера та за допомогою гравітації змінив траєкторію свого польоту і полетів на зближення із Сонцем. Повідомляється, що Parker пролетів повз Венеру зі швидкістю 24 км/с на висоті 4 тисячі км над поверхнею планети. Вчені NASA вважають, що під час майбутніх обльотів Сонця, які сплановані на вересень 2023 року, Parker Solar Probe встановить нові рекорди щодо швидкості польоту і відстані від Сонця.

### 2024
30 червня, згідно повідомлення NASA, зонд Parker Solar Probe здійснив свій 20-й близький проліт повз Сонце. Зонд підлетів до нашої зірки на менш ніж 5 % відстані від Землі до Сонця та встановив новий рекорд швидкості, адже він рухався зі швидкістю 635 266 км/год. 
24 грудня, згідно плану, зонд спробує «доторкнутися» до Сонця. На швидкості 195 км/с він промчить повз Сонце лише за 6,1 млн км від його поверхні. Це буде найближчий за всю історію підліт до зірки. У перигелії, найближчій до Сонця точці, зонду доведеться відчути температуру 1400 °C. У цей момент зонд збере дані про деякі ключові процеси, зокрема про корону — зовнішню атмосферу Сонця.
За уточненими даними, згідно повідомлень на The Guardian та Space.com, 24 грудня 2024 року, об 11:53 за Гринвічем (13:53 за Києвом), зонд Parker Solar Probe наблизився до Сонця на рекордно близьку відстань – 6,1 млн км. Швидкість апарата при цьому склала 690 тис км/год. 27 грудня сигнал радіомаяка сповістить Землю про те, що Parker Solar Probe пережив свою подорож крізь сонячну атмосферу, однак наукові дані та зображення від зонду — не надходитимуть на Землю ще декілька днів. Цей проліт зонду поблизу Сонця є першим з трьох рекордно близьких. Наступні два мають відбутися 22 березня і 19 червня 2025 року (відповідно).
26 грудня зонд відправив на Землю сигнал радіомаяка, підтверджуючи свою справність після екстремального зближення з Сонцем. Спеціальний тепловий щит товщиною близько 11,5 см та автономна система захистили його від температури до 1371 °C. Очікується, що фактична температура, яку відчув зонд, становила близько 980 °C.